# Willem van Herp

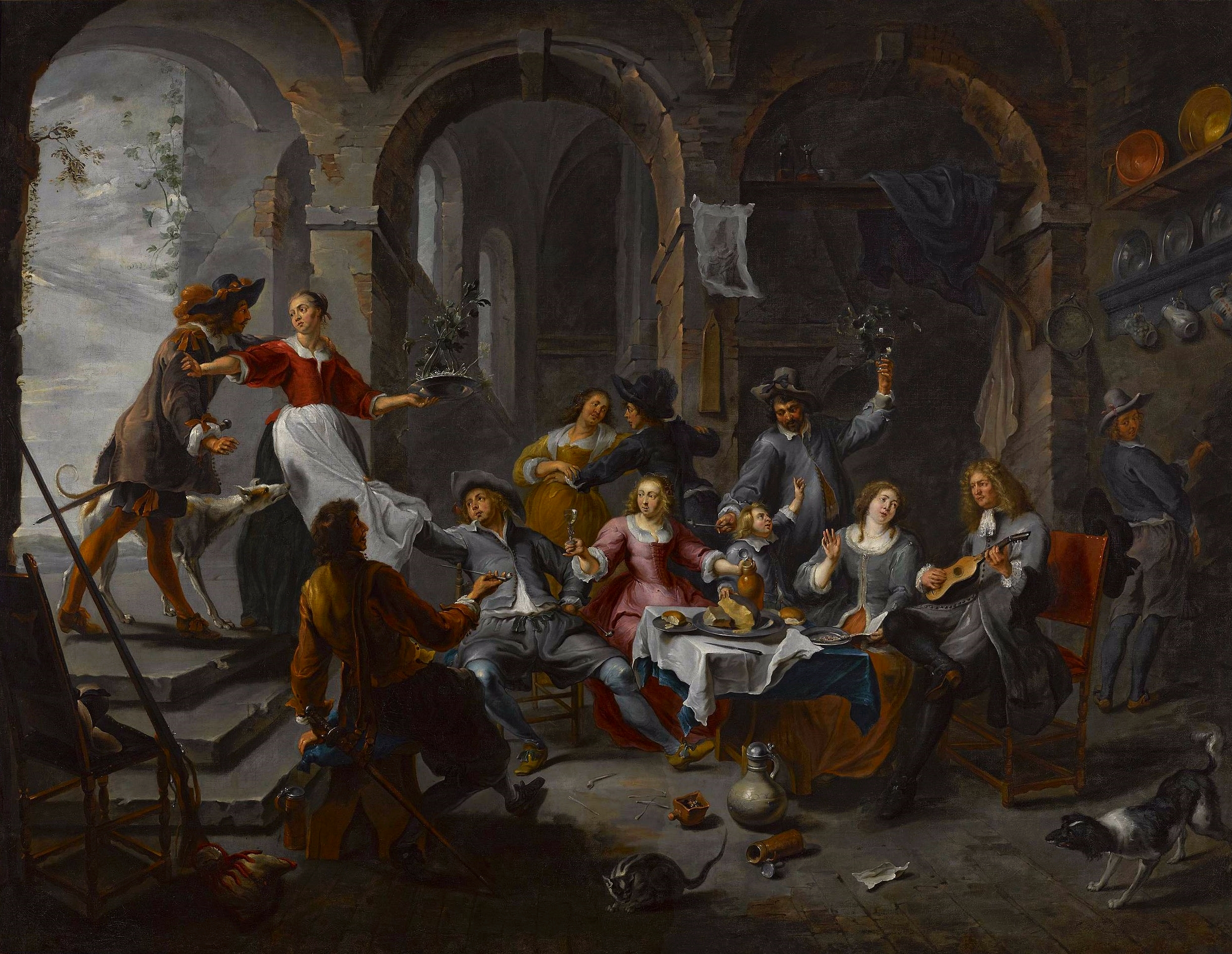
Alegoria pięciu zmysłów, Muzeum Narodowe w Warszawie.

Willem van Herp (ur. ok. 1614 w Antwerpii, zm. 1677 tamże) – flamandzki malarz barokowy.
Był uczniem Hansa Biermansa i Damiana Wortelmansa, całe życie pracował w Antwerpii, gdzie został ok. 1637 mistrzem gildii św. Łukasza. Malował głównie sceny rodzajowe i niewielkie obrazy gabinetowe o tematyce religijnej i mitologicznej. Inspirował się twórczością Rubensa, którego prace potrafił wiernie kopiować i wykonywać ich pastisze, przez co mylnie uważany był za jego ucznia. Wśród innych twórców, którzy mieli wpływ na Herpa, byli m.in. Jacob Jordaens, Antoon van Dyck i Jan Boeckhorst. Artysta odniósł umiarkowany sukces w Antwerpii, jednak dzięki handlarzowi dziełami sztuki Matthijsowi Mussonowi i rodzinie Forchoudtów jego prace sprzedawane były z powodzeniem w Anglii i Hiszpanii. Na potrzeby rynku hiszpańskiego artysta malował na miedzianej blasze i wykonywał błyszczące wykończenie. Jego prace świadczą o biegłości malarza w przedstawianiu głębi za pomocą umiejętnie używanego światłocienia. Herp malował również na zlecenie kompozycje figuralne na obrazach innych autorów, np. Wildensa i Teniersa.
W Muzeum Narodowym w Warszawie znajduje się obraz Willema van Herpa Alegoria pięciu zmysłów (nr inw. M.Ob.569).